# Arroyo Codihué
Arroyo Codihué är ett periodiskt vattendrag i Argentina.   Det ligger i provinsen Neuquén, i den sydvästra delen av landet, 1 200 kilometer väster om huvudstaden Buenos Aires.
Omgivningen kring Arroyo Codihué är i huvudsak öppet busklandskap och området är nästan obefolkat, med mindre än två invånare per kvadratkilometer.